# Lorene Prieto
Lorene Angélica Prieto González (Auckland, Nueva Zelanda, 29 de julio de 1966).

## Biografía
Su carrera televisiva comenzó en la miniserie Sor Teresa de los Andes y participó en las teleseries como El milagro de vivir (1990), Ámame (1993), Oro verde (1997), Iorana (1998), La fiera (1999), Corazón pirata (2001), 16 (2003), Ídolos (2004), 17 (2005) y Montecristo (2006). Pero sin duda el trabajo que le dio fama en todo Chile ha sido El chacotero sentimental, película que se convirtió en un gran éxito, además de marcar su carrera hasta hoy. Posteriormente de esa cinta, actuó también en B-Happy, con un desempeño que le valió el premio de mejor actriz de reparto en el Festival de Cartagena de Indias. Posteriormente trabajó a las órdenes de los experimentados realizadores Raúl Ruiz y Cristián Sánchez.
En 2011 grabó la teleserie nocturna Maldita de Mega, centrada en la historia de María del Pilar Pérez, y por primera vez tiene el rol de protagonista antagónica. Se estrenó el 2012.
El 2013 fue parte del musical Blancanieves de Mall Plaza interpretando a la Madrastra de Blancanieves.
Está casada con Reinaldo Lippi, el fundador de las cadenas de vestuario Lippi Outdoor.

## Filmografía

### Cine
| Cine | Cine                     | Cine     | Cine                 |
| Año  | Película                 | Rol      | Director             |
| ---- | ------------------------ | -------- | -------------------- |
| 1987 | Auf Achse                | Elisa    | Stefan Klisch        |
| 1999 | Last Call                | Cote     | Christine Lucas      |
| 1999 | El chacotero sentimental | Claudia  | Cristián Galaz       |
| 2002 | Te llamabas Rosicler     | Rosicler | Arnaldo Valsecchi    |
| 2003 | B-Happy                  | Mercedes | Gonzalo Justiniano   |
| 2003 | Tiempos malos            |          | Cristián Sánchez     |
| 2018 | El Despetar De Camila    | Adela    | Rosario Jiménez-Gili |

##### Telenovelas
| Teleseries | Teleseries          | Teleseries                          | Teleseries |
| Año        | Teleserie           | Rol                                 | Canal      |
| ---------- | ------------------- | ----------------------------------- | ---------- |
| 1990       | El milagro de vivir | Alicia Méndez                       | TVN        |
| 1992       | El palo al gato     | Paulina Torres                      | Canal 13   |
| 1993       | Ámame               | Silvia Mendoza "La Sargento Pepper" | TVN        |
| 1997       | Oro verde           | Ingrid Troncoso                     | TVN        |
| 1998       | Iorana              | Isabel Tepu                         | TVN        |
| 1999       | La fiera            | Macarena Rodríguez                  | TVN        |
| 2001       | Corazón pirata      | Tatiana Marambio                    | Canal 13   |
| 2003       | 16                  | Ester Costa                         | TVN        |
| 2004       | Ídolos              | Lucía Moreno                        | TVN        |
| 2005       | 17                  | Ester Costa                         | TVN        |
| 2006       | Entre medias        | Marlene Correa                      | TVN        |
| 2006       | Montecristo         | Dolores Loyola                      | Mega       |
| 2010       | Feroz               | Olga Bolados                        | Canal 13   |
| 2010       | Primera dama        | Carmen Ríos                         | Canal 13   |
| 2012       | Maldita             | Raquel Ibáñez                       | Mega       |

#### Series y unitarios
| Series y unitarios | Series y unitarios                           | Series y unitarios            | Series y unitarios |
| Año                | Serie                                        | Rol                           | Canal              |
| ------------------ | -------------------------------------------- | ----------------------------- | ------------------ |
| 1989               | Sor Teresa de los Andes                      | Hermana Isabel de la Trinidad | TVN                |
| 1990               | Corín Tellado: Mis mejores historias de amor |                               | TVN                |
| 2001               | A la suerte de la olla                       | Erika                         | Canal 13           |
| 2005               | Loco por ti                                  | Profesora de Francés          | TVN                |
| 2006               | Mujeres que matan                            | Rebeca                        | Chilevisión        |
| 2006               | La otra cara del espejo                      | varios personajes             | Mega               |
| 2006               | El Aval                                      | Sandra Poblete                | TVN                |
| 2006               | Huaiquimán y Tolosa                          | Irene                         | Canal 13           |
| 2007               | La recta provincia                           | Claudia                       | TVN                |
| 2007               | Historias de Eva                             | Perla                         | Chilevisión        |
| 2008               | Camera Café                                  | Susana Segura                 | Mega               |
| 2008               | Infieles                                     | Estibaliz                     | Chilevisión        |
| 2010               | Cartas de mujer                              | Doña Julia                    | Chilevisión        |
| 2011               | 12 días                                      | Mariana (Madre de Francisca)  | Chilevisión        |
| 2014               | La canción de tu vida                        | Carmen                        | TVN                |
| 2017               | Irreversible                                 | Amalia                        | Canal 13           |

## Programas de televisión
- Vértigo (Canal 13, 2006) - Participante.
- Cantando por un sueño (Canal 13, 2007) - Participante / Cantante.
- Teatro en Chilevisión (Chilevisión, 2008) - Actriz / Invitada.
- Tu cara me suena (Mega, 2012) - Participante
- Más que 2 (TVN, 2014) - Invitada
- The covers (Mega, 2021) - Participante